# 金衢盆地

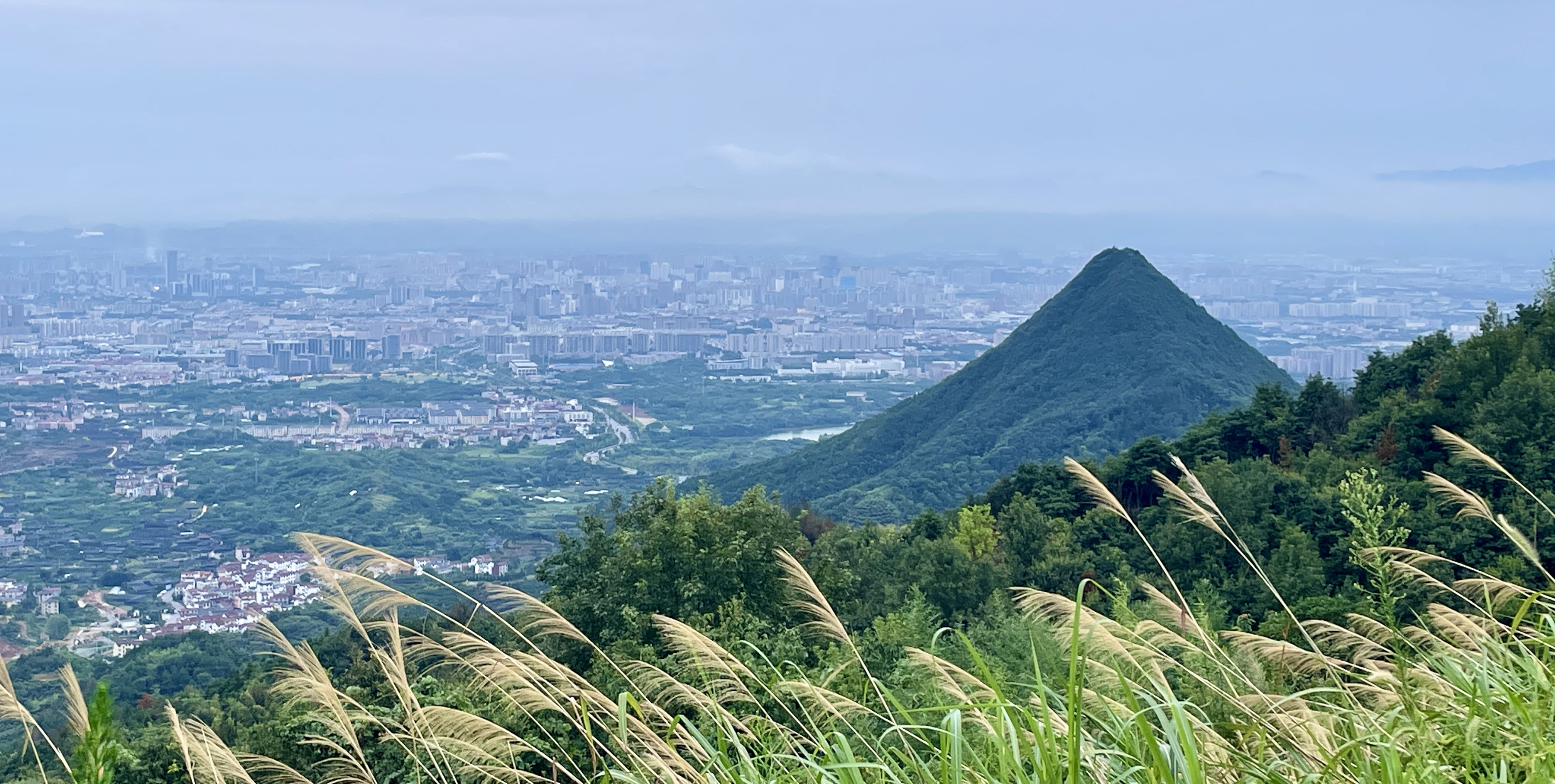
从金华北山眺望盆地内金华市区和尖峰山

金衢盆地是位于中國浙江省金华、衢州、梅城一带的衢江、兰江、新安江、金华江河谷地带。
金衢盆地是钱塘江流域最大的走廊式盆地，长200多公里，宽15～20公里，面积3500平方公里，盆底海拔多在50米左右，盆地边界线海拔约100～200 米。盆地发展的中期堆积了2000多米的棕褐色砂泥岩，后期则为河流相的粗碎屑沉积。盆地内部地貌类型多种多样，盆底为河谷平原，盆缘有低丘高丘围绕，是木材产区。